# 新潟県道388号西枯木又堀之内線
新潟県道388号西枯木又堀之内線（にいがたけんどう388ごう にしかれきまたほりのうちせん）は、新潟県十日町市に起点を持ち南魚沼市内を経由し魚沼市へ至る一般県道である。

## 概要

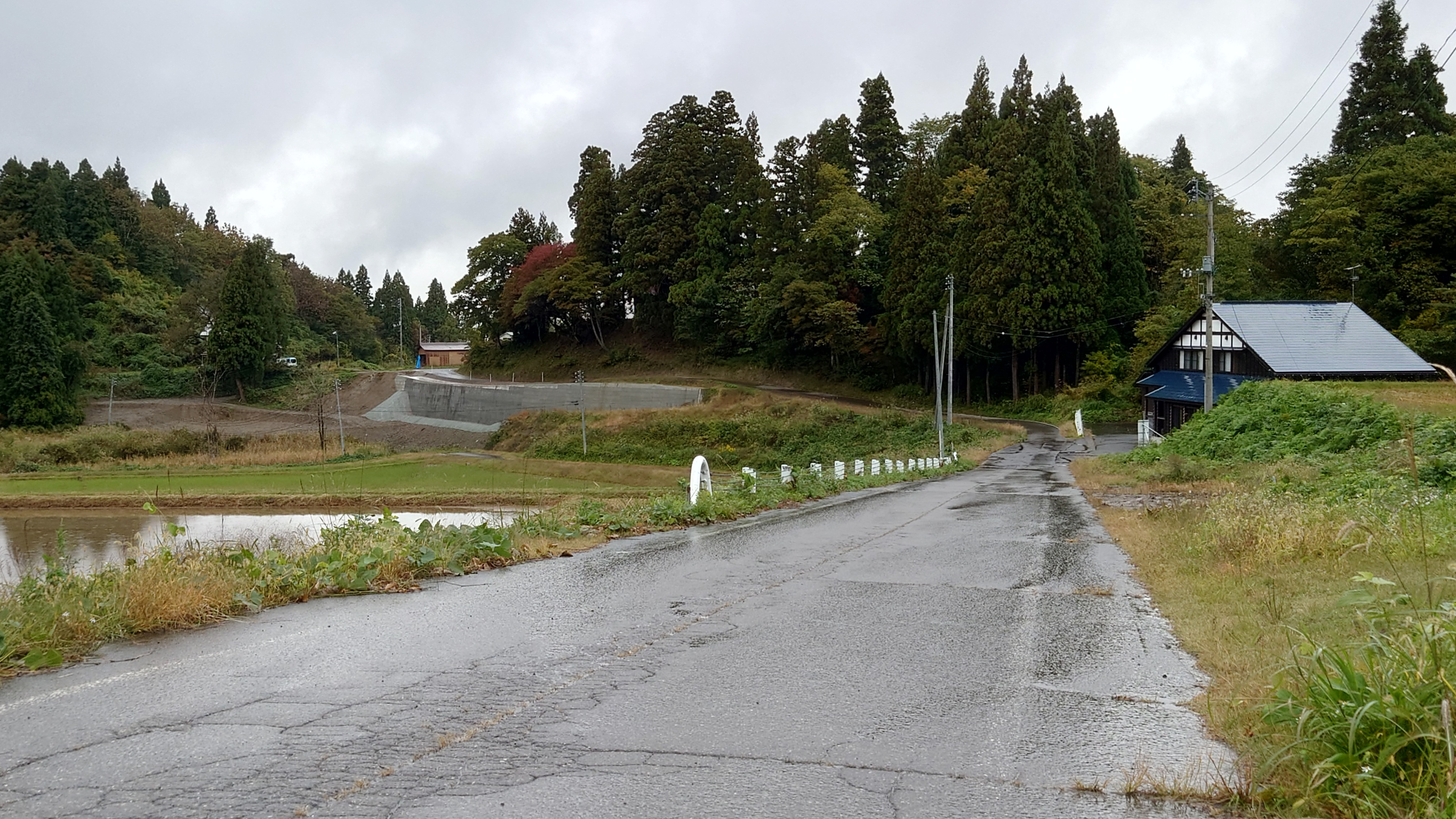
新潟県道388号現況

起点より中条丁字四ヶ村の県道59号までの区間は中山間地の田園風景の中を進む狭隘道路が続く。

県道59号との重複区間より終点の国道252号までの区間は歩道は未整備であるがセンターラインのある片側1車線の区間となる。

### 路線データ
- 起点：新潟県十日町市中条字屋敷田丁（新潟県道214号城内焼野線交点）
- 終点：新潟県魚沼市明神字日影平（国道252号交点）

## 地理

沿線にある枯木又分校

### 通過する自治体
- 新潟県十日町市
- 新潟県南魚沼市
- 新潟県魚沼市

### 接続する道路
- 新潟県道214号城内焼野線
- 新潟県道130号中条五日町停車場線（十日町市中条丁にて220mほど重複区間あり）
- 新潟県道59号大和焼野線（十日町市中条丁字四ヶ村(菅沼バス停)付近より南魚沼市市野江乙(後山バス停)付近まで1300mほど重複区間あり）
- 国道252号